# Bridgeport (Oklahoma)
Bridgeport es una ciudad ubicada en el condado de Caddo en el estado estadounidense de Oklahoma. En el año 2010 tenía una población de 166 habitantes y una densidad poblacional de 82,86 personas por km².

## Geografía
Bridgeport se encuentra ubicada en las coordenadas 35°32′48″N 98°23′00″O / 35.54667, -98.38333.

## Demografía
Según la Oficina del Censo en 2000 los ingresos medios por hogar en la localidad eran de $18,906 y los ingresos medios por familia eran $23,333. Los hombres tenían unos ingresos medios de $27,500 frente a los $11,250 para las mujeres. La renta per cápita para la localidad era de $11,380. Alrededor del 19.4% de la población estaban por debajo del umbral de pobreza.